# Karl-Heinz Grotjahn
Karl-Heinz Grotjahn (geboren 1951) ist ein deutscher Historiker und Sachbuch-Autor insbesondere zur Geschichte Niedersachsens.

## Leben
Karl-Heinz Grotjahn wurde in der frühen Nachkriegszeit geboren. Nach dem Schulbesuch arbeitete er mehrere Jahre als Industrie- und Außenhandelskaufmann in der chemischen Industrie. Anschließend studierte er Geschichte und Politische Wissenschaften an der Universität Hannover.
Grotjahn wirkte im Bibliotheks- und Museumsdienst, zeitweilig auch im kirchlichen Archivdienst; für das Landeskirchliche Archiv Hannover ordnete er das Archiv der Ev.-luth-Erlöser-Kirchengemeinde Hannover 2003 aufwendig mit nach, verzeichnete die Archivalien in einem Findbuch und verfasste ein Vorwort für die ab 1862 datierten Archivalien.
Karl-Heinz Grotjahn forschte und publizierte bisher insbesondere zur niedersächsischen Geschichte und war unter anderem Co-Autor am Stadtlexikon Hannover.

## Schriften (Auswahl)
Monografien:
- Stahl und Steckrüben. Beiträge und Quellen zur Geschichte Niedersachsens im Ersten Weltkrieg (1914 - 1918) ( = Veröffentlichungen der Niedersächsischen Landesbibliothek Hannover, Bd. 12), Bd. 2, Hameln: Niemeyer, 1993, ISBN 978-3-87585-462-6 und ISBN 3-87585-462-4
- Als geheim gebuttert wurde. Ländlicher Alltag im Ersten Weltkrieg in Garbsen und Umgebung ( = Stadtarchiv (Garbsen): Schriftenreihe zur Stadtgeschichte, Heft 6), Hrsg.: Stadt Garbsen, Kultur- und Sportamt, Stadtarchiv, Garbsen: Stadtarchiv, [1995], ISBN 3-9802985-3-1; Transkript über docplayer.org
- Karl-Heinz Grotjahn (Verf.), Reinhard Oberschelp (Mitarb.): Demontage, Wiederaufbau, Strukturwandel. Aus der Geschichte Niedersachsens 1946 - 1996 ( = Veröffentlichungen der Niedersächsischen Landesbibliothek Hannover, Bd. 15), Hameln: Niemeyer, 1996, ISBN 978-3-8271-8665-2 und ISBN 3-8271-8665-X
- Meiler, Mühlen und Monarchen. Kleine Geschichte des Kieselgurbergbaus in der Lüneburger Heide 1836 bis 1994 ( = Albert-König-Museum (Unterlüß): Veröffentlichungen des Albert-König-Museums, Nr. 30), Unterlüß: Gemeinde Unterlüß, 1999, ISBN 978-3-927399-30-3 und ISBN 3-927399-30-2
- Pfarrarchiv Hannover/Erlöser, Vorwort zum Archiv der hannoverschen Erlöserkirche, 2003[2]
- „Wählbar sind die unbescholtenen Männer ...“ Akteure der kommunalen Selbstverwaltung in den früheren Ortschaften der Stadt Garbsen. Mit Beiträgen aus dem Stadtarchiv Garbsen, hrsg. vom StadtArchivVerein Garbsen e.V., Garbsen: StadtArchivVerein, 2011, ISBN 978-3-87707-818-1; Inhaltsverzeichnis

Sonstige:
- Tod in Hannover – die DDR, Niedersachsen und der Fall Krahmann 1959/60, in: Hannoversche Geschichtsblätter, Neue Folge Band 51 (1997), S. 125–165
- Zwischen Volksschule und Heeresdienst. Die männliche hannoversche Jugend in Frieden und Krieg 1900–1918, in: „Mit 17 ...“, Hannover: Historisches Museum, 1997, Seite 21–32
- Kieselgur. Karriere mit Knalleffekt. Niedersachsens „weißes Gold“, in: Niedersachsen, Berlin: Culturcon-Medien Oeljeschläger, 2000, Heft 1, S. 6–7
- Kirchliche Archive und NS-Zwangsarbeit, in: Ausgepackt, Hannover: Landeskirchenamt Hannover, 2001, Ausgabe 1, S. 3–5
- Gegen „Folterparagraph und Teufelsgesetz“. Die IdEG, Interessengemeinschaft der Entnazifizierungsgeschädigten e.V. Hannover, in: Hannoversche Geschichtsblätter, Neue Folge Doppelband 57/58 (2003/2004), S. 151–203
- Vom Wert ländlicher Pfarrarchive für die Rekonstruktion vermögensrechtlicher Streitigkeiten. Ein Beispiel, in: Archiv-Nachrichten Niedersachsen, Braunschweig: Stadtarchiv, Band 9 (2005), S. 128–137
- Die nationalsozialistische Diktatur. 1933 bis 1945, in: 100 Jahre 78. Die Hockey- & Tennisabteilung des Deutschen Sportvereins Hannover gegr. 1878 e.V. feiert ihren 100. Geburtstag, Hannover: Deutscher Sportverein Hannover, Hockeyabteilung, 2009, S. 34–51
- „Unsere Waffen sind die Zucht des Geistes und des Körpers.“ Der Sportverein Hannover 78 im Nationalsozialismus, in: Niedersächsisches Institut für Sportgeschichte, Jahrbuch, Hannover: NISH, Jhrg. 14/15. (2011/2012), S. 97–124
- Vom Exportschlager zur Touristenattraktion. 160 Jahre Bodenschatz Kieselgur, in: Land-Berichte, Aachen: Shaker, 2012, Heft 1, S. 71–92
- „Gemeinsamkeit macht stark“ bei der Bestandserhaltung. Workshop zur Gefahrenabwehr im Landesmuseum Hannover, in: Ausgepackt, Hannover: Landeskirchenamt Hannover, 2011, Ausgabe 10, S. 25–30
- Quellen zur Geschichte des Ersten Weltkriegs in kirchlichen Archiven, in: Aus evangelischen Archiven, Nr. 53 (2013), S. 201–268; [als PDF-Ausgabe]
- Die englische Kolonie in der Stadt Hannover und der Beginn des Rasensports in der zweiten Hälfte des 19. Jahrhunderts, in: Als der Sport nach Hannover kam. Geschichte und Rezeption eines Kulturtransfers zwischen England und Norddeutschland vom 18. bis zum 20. Jahrhundert, Berlin: LIT, 2015, S. 81–106